# 太平乡 (漾濞县)
太平乡，是中华人民共和国云南省大理白族自治州漾濞彝族自治县下辖的一个乡镇级行政单位。

## 行政区划
太平乡下辖以下地区：
太平村、平地村、罗士登村、独田村、箐口村和构皮村。